# وینفیلد (ایلینوی)
وینفیلد (به انگلیسی: Winfield) یک روستا در ایالات متحده آمریکا است که در ایلینوی واقع شده‌است. وینفیلد ۸٫۰۲ کیلومتر مربع مساحت و ۹٬۰۸۰ نفر جمعیت دارد و ۲۳۵٫۰ متر بالاتر از سطح دریا قرار دارد.